# Vaire-le-Petit
Vaire-le-Petit – miejscowość i dawna gmina we Francji, w regionie Burgundia-Franche-Comté, w departamencie Doubs. W 2013 roku jej populacja wynosiła 228 mieszkańców. 
W dniu 1 stycznia 2016 roku z połączenia dwóch ówczesnych gmin – Vaire-Arcier oraz Vaire-le-Petit – utworzono nową gminę Vaire. 